# پیره محمدخان استاجلو
پیره محمدخان استاجلو از امیران قزلباش طایفه استاجلو بود. وی در به قتل رساندن مصطفی‌میرزا صفوی (پسر ششم شاه طهماسب یکم) به دستور شاه  اسماعیل دوم و همچنین در توطئه قتل شاه اسماعیل دوم با همیاری پریخان خانم و محمدخان تخماق استاجلو شرکت داشت. در رویداد قلعه قهقهه، شاه تهماسب یکم ۴ تن از سران نامی قزلباش به نام حسین‌قلی خلفای روملو، ولی‌خلیفه شاملو، پیره محمدخان استاجلو و خلیفه انصار قراداغلو را مأمور کرد که به قهقهه روند و واقعیت ماجرا را مشخص کنند و خزانه را به قزوین انتقال دهند.
در رویداد اردوکشی قزلباش به مازندران، مهدعلیا خیرالنساء بیگم دو تن از سرداران معروف قزلباش، پیره محمدخان استاجلو و قورخمس‌خان شاملو را با جمعی از سرداران مأمور لشکرکشی به مازندران و تصرف قلعه فیروزجاه کرد. در این مأموریت موفقیتی نصیب آن‌ها نگردید.
وی در مقطعی حاکم گیلان نیز بوده‌است.